# Lg Optimus 4X HD
LG Optimus 4X HD es un teléfono inteligente de gama alta parte de la familia LG Optimus, diseñado y fabricado por la compañía LG Electronics. Es el primer teléfono móvil de LG en tener un procesador de 4 núcleos. Fue presentado en el Mobile World Congress 2012.

## Características
Posee las siguientes características en cuanto al hardware:
- Dimensiones 132.4x68.1x8.9 mm (largo, ancho, grosor)
- Peso 133 g
- Slot de tarjeta microSD hasta 64 GB
- 16 GB memoria interna (12 GB disponibles al usuario)
- 1 GB RAM
- Procesador NVIDIA Tegra 3 quad-core 1.5 GHz, GPU ULP GeForce
- Cámara 8 MP, 3264x2448 píxeles, autofocus, flash LED, foco táctil, detección de rostro y sonrisa, estabilizador de imagen, geo-tagging, video 1080p@30fps, cámara frontal 1.3 MP 720p
- Pantalla Gorilla Glass
- Soporte multi-touch
- Sensor acelerómetro para autorrotación
- Controles sensibles al tacto
- Sensor de proximidad para autoapagado
- Sensor giroscópico

## Software
Cuenta con Android 4.0 (Ice cream sandwich) - (Actualizable a Jelly Bean 4.1.2) y aplicaciones como Quick memo, Media plex, Fingertip seek, Time Catch Shot, entre otras.